# Минчо Драганов
Минчо Стоянов Драганов е български социолог и социален психолог.

## Биография
Роден е на 18 август 1937 г. в кюстендилското село Драгодан. В продължение на 40 години работи в Института по социология при БАН. Там през 1972 г. основава секция по социална психология, на която е ръководител до 1994 г. Бил е главен редактор на сп. „Социологически проблеми“. Известно време е председател на Научния съвет на Института по социология, както и председател на изследователския комитет по социална психология на Международната социологическа асоциация. Поддържа приятелски и работни отношения с учени в Русия, по-специално със социалния психолог Борис Паригин, с когото се е срещал няколко пъти. Преподава социална психология в Софийския университет, Варненския свободен университет „Черноризец Храбър“ и Пловдивския университет. Умира на 8 октомври 2011 г. в София.

## Отличия
Носител е на орден „Народна република България“, на орден „Кирил и Методий“ I степен, на орден „Кирил и Методий“ III степен. Професор емеритус на Българската академия на науките.

## Трудове
- Религиозната психика на българите, Изд. на БКП, 1968
- Социалната психология в България, Изд. на БКП, 1971
- Проблеми на общественото мнение, Изд. Наука и изкуство, 1973
- Душевност на българския селянин, Партиздат, 1974
- Нашият начин на живот, Изд. на ОФ, 1978
- Начин на живот и обществена психика, Изд. Наука и изкуство, 1989
- Социалните алергии, Изд. Христо Ботев, 1994
- Кога всъщност е създадена българската държава? Изд. Славика-РМ, 1994
- Северноамериканската изключителност, Изд. Аля, 1997
- Българино, бъди, Изд. на БАН, 2003